# Güneyyaka, Söke
Güneyyaka là một xã thuộc huyện Söke, tỉnh Aydın, Thổ Nhĩ Kỳ. Dân số thời điểm năm 2010 là 93 người.